# Stockholms ansökan om olympiska sommarspelen 2004

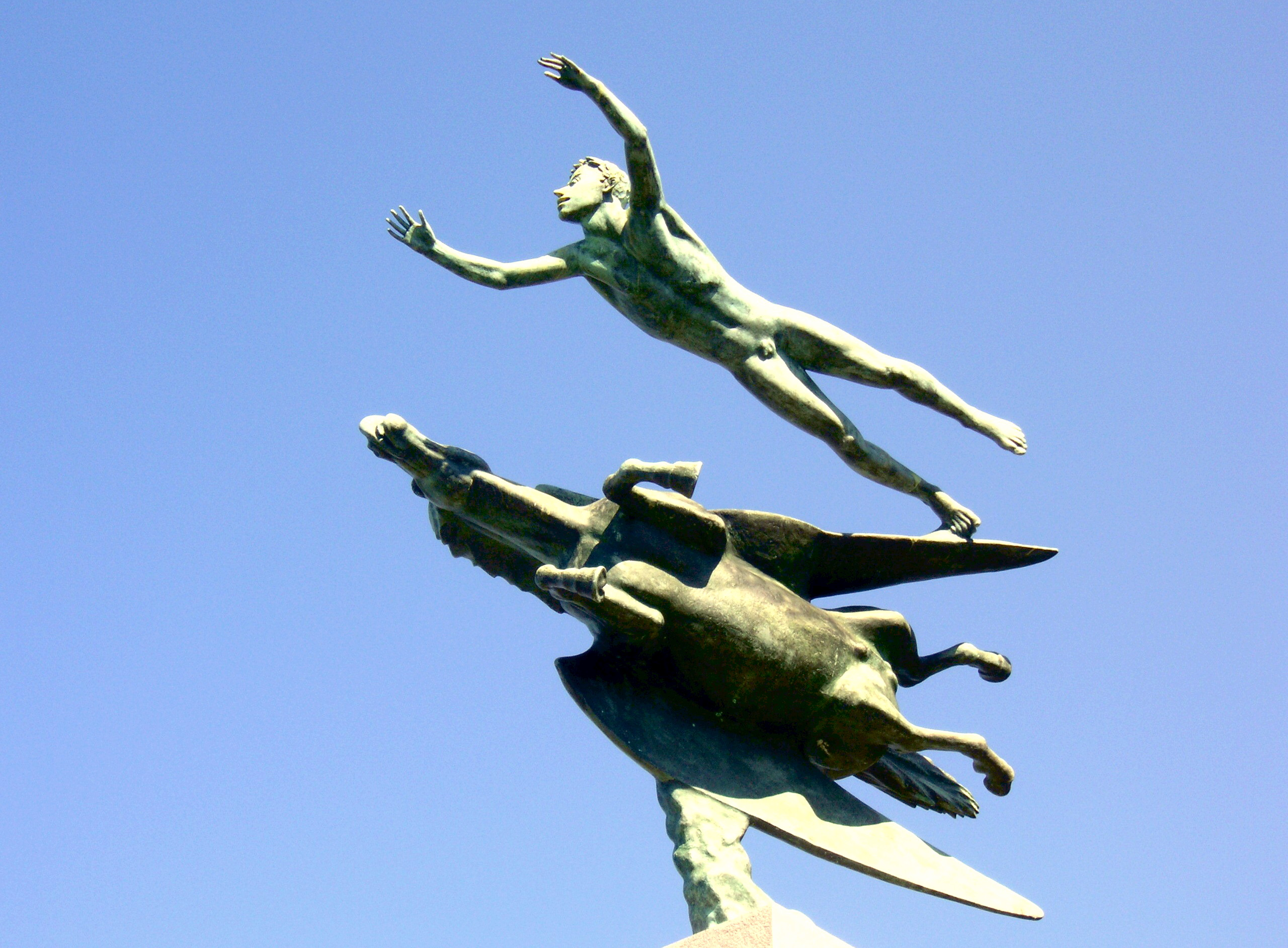
Carl Milles "Människan och Pegasus" var symbol för Sveriges ansökan

Inför olympiska sommarspelen 2004 var Stockholm en av flera kandidater till att bli värdstad. En intensiv kampanj bedrevs under 1996 och fram till 5 september 1997 då IOK (Internationella Olympiska Kommittén) beslutade om att tilldela Aten spelen.

## Idén
1983 i december tillkännagav kommunstyrelsen i Stockholm avsikten att ansöka om att få arrangera de olympiska sommarspelen 1992. 1984 återtogs denna avsikt, eftersom Stockholm inte ville konkurrera med Falun, som ansökte om att arrangera få vinter-OS 1992.
I mitten av 1980-talet började tankarna gro på ett olympiskt spel i Stockholm efter initiativ av Stockholms idrottsförbund. I samband med de olympiska spelen i Barcelona 1992 beslutade kommunstyrelsen i Stockholm att utreda förutsättningarna för olympiska spel i Stockholm 2004. Frågan utreddes av Stockholm Information Service (SIS) och Stockholms mark- och lokaliseringsbolag AB (SML). Under senhösten 1995 var utredningarna klara. I december bildades bolaget Stockholm 2004 AB i vars styrelse kommunstyrelsen, näringslivet och idrottsrörelsen var representerade. Göran Långsved utsågs till bolagets ordförande och Olof Stenhammar till dess verkställande direktör. Kommunfullmäktige beslutade med drygt 70 % för en ansökan. 
Sveriges riksdag beslutade i maj 1996 att stödja Stockholms ansökan. 

### Arenor
Följande är de arenor som var aktuella vid ett olympiskt spel.
- Victoriastadion – Stockholms nya OS-stadion skulle byggas som en amfiteater där Hammarbybacken nu ligger. Arenan skulle ta emot 70 000 åskådare och ha hand om invignings- och avslutningsceremonierna samt friidrottstävlingarna. Efter spelens slut skulle Victoriastadions kapacitet reduceras till 25 000.
- Globen – Globen skulle ha ett fullspäckat schema med basket, artistisk gymnastik, handboll och finalerna i volleyboll. Många bedömare inom IOK menade att tävlingarna i Globen skulle bli svåra att genomföra på grund av att programmet var alltför ihoppressat.
- Hovet – Hovet skulle användas som en andra arena för basketturneringen, resten i Scaniarinken i Södertälje samt finalerna i Globen. Dessutom skulle rytmisk gymnastik avgöras här.
- Eriksdalsbadet – En provisorisk utomhusstadion, med namnet Eriksdal Aquatic Centre, skulle byggas vid Eriksdalsbadet för att ta hand om simtävlingarna, simhopp och vattenpolo. Ombyggnaden av Eriksdalsbadet påbörjades våren 1997 för att kunna arrangera 1999 års World Police and Fire Games.
- Kungliga tennishallen – En centercourt var tänkt att uppföras utanför den befintliga hallen. Inuti skulle bordtennistävlingarna avgöras.
- Stockholms stadion – Den gamla OS-stadion från 1912 skulle vara arena för hästsporter. Även starten för marathonloppen skulle äga rum här.
- Stockholmsmässan – Fäktning (Hall A1), judo, taekwondo, tyngdlyftning (Hall D) och brottning (Hall A2) var tänkt att utövas på flera provisoriska arenor uppförda inne i Stockholmsmässan. I anslutning till mässan skulle en arena för velodromcykling (Hall F1) och boxning (Hall F2) byggas.
- Scaniarinken, Södertälje – Hälften av basketturneringen skulle spelas i Södertälje. Andra hälften på Hovet i Stockholm och finalerna i Globen.[5]
- Mälarhöjden – En ny arena för 13 000 åskådare tänkt för herrarnas volleyboll skulle ha byggts. Damturneringen skulle spelas i Scandinavium i Göteborg. Finalerna skulle spelas i Globen.[6]
- Eriksdalshallen – Flera handbollsmatcher skulle spelas i den befintliga hallen.
- Spånga/Nälsta – En ny arena för handboll med plats för 4 000 skulle byggas i stadsdelen.
- Sätrahallen – En ny hall byggdes i Sätra, som idag används för inomhusfriidrott. Taket är ovanligt högt för att klara OS-kraven för badminton.
- Brunnsviken – Kanot och rodd skulle ha avgjorts på vattnet i Brunnsviken.
- Stockholms stadshus – Triathlonloppen skulle äga rum kring Riddarfjärden och med start- och mållinje utanför stadshuset.
- Älvsjö IP – Landhockey
- Djurgården/Gärdet – Hästsport (fälttävlan)
- Kaknäs – Bågskyttetävlingarna skulle avgöras på Kaknäs.
- Örvallen, Sundbyberg – En basebollarena med tillfälliga läktare för 20 000 åskådare skulle uppföras i Sundbyberg. En basebollplan tillkom på samma plats 2009.
- Alby – Softball skulle avgöras här på en ny arena med plats för 6 000.
- Tullinge – Skyttet skulle hållas vid Hacksjöns skjutbana.
- Haninge/Rudan – Beachvolleyboll
- Huddinge/Flottsbro – Mountainbike
- Järfälla/Barkarby – Cykel (landsväg)
- Nynäshamn – Precis som i OS 1912 skulle seglingen avgöras i vattnet utanför Nynäshamn.
- Nyköping – Kanotslalom
- Fotbollsturneringarna skulle ha avgjorts på sex arenor runt om i Sverige; Söderstadion i Stockholm, Råsunda i Solna, Ullevi i Göteborg, Nya Parken i Norrköping, Malmö stadion och Olympia i Helsingborg.

## Stockholm 2004 AB
Bolaget Stockholm 2004 AB bildades med representanter från idrottsrörelsen, Stockholm stad och näringslivet. Bolagets uppgift var att ansvara för att ansökan sattes ihop, lämnades in och marknadsfördes internationellt. Den 14 augusti 1996 lämnades den formella ansökan in till IOK i Lausanne i Schweiz, en 500 sidor tjock "bid book". In i minsta detalj presenteras allt från de övergripande ekonomiska kalkylerna till bredden på löparbanorna. Mellan 15 september 1996 och 27 januari 1997 besökte IOK:s utvärderingskommission de elva kandiderande städerna Aten, Buenos Aires, Istanbul, Kapstaden, Lille, Rio de Janeiro, Rom, San Juan, Sankt Petersburg, Sevilla och Stockholm.

## Kandidatorterna
Den 7 mars 1997 valdes Stockholm ut som en av fem kandidatorter: Aten, Buenos Aires, Kapstaden, Rom och Stockholm. Vid den Internationella olympiska kommitténs möte i Lausanne den 5 september 1997 bestämdes att Aten skulle arrangera spelen 2004.

## Bomben
Under 1997 skedde en rad attentat som alla misstänks ha koppling till OS-ansökan. Dessa inkluderar nedbränningarna av Nacka ishall den 19 maj, Lidingö tennishall den 23 maj, Östermalms IP och Djursholms tennishall den 2 juni och Saltsjöbadens tennishall den 9 juli.
Stockholms kandidatur kostade 130 miljoner kronor, men den svenska huvudstaden var chanslös vid omröstningen, bland annat på grund av[källa behövs] bristande stöd från lokalbefolkningen och den bristande säkerheten i Stockholm efter att en bomb exploderade på Stockholms stadion 7 augusti 1997 och incidenten 4 september 1997 då OS-symbolen för Stockholms kandiderande "Människan och Pegasus" som står på Millesgården var på väg att utsättas för den så kallade OS-bombaren Mats Hinze, men han greps två meter ifrån statyn med hela ryggsäcken full med sprängmedel.

## Kampanjen
Stockholm 2004 AB menade i sin kampanj att spelen skulle ha stort värde för besöksnäringen, skapa nya arbeten samt att det skulle bli en positiv drivkraft för ungdomar och ett medel mot rasism. Spelen i Stockholm skulle ha tydlig miljöprofil bland annat genom att OS-byn i Hammarby Sjöstad skulle bli en ekologisk spjutspets. Spelen i Stockholm lanserades också som det mest deltagaranpassade alternativet av kandidaterna.
Olof Stenhammar]var ordförande för OS-kampanjen.